# Quartiere Lagosta
Il quartiere “Lagosta”, già “Monza”, è un edificio di edilizia popolare di Milano, sito nel quartiere dell'Isola. Prende il nome da piazzale Lagosta, su cui si affaccia.

## Storia
Il quartiere fu costruito dal 1924 al 1925 seguendo i progetti standard elaborati dall'ufficio tecnico dell'Istituto Case Popolari (ICP). Il disegno delle facciate, in stile neo-medievale, venne affidato all'architetto Giulio Ulisse Arata, con l'obiettivo di aggiornare l'edilizia popolare milanese; tuttavia la scelta di affidare a un professionista esterno il solo disegno delle facciate, anziché dell'intero organismo edilizio, si rivelò poco soddisfacente.

## Caratteristiche
Il quartiere è formato da due edifici in linea, con forma a “C” rovesciata e concentrici, che delimitano due cortili interni accessibili attraverso passaggi coperti carrabili.